# Matka Boża Gromniczna (tytuł)

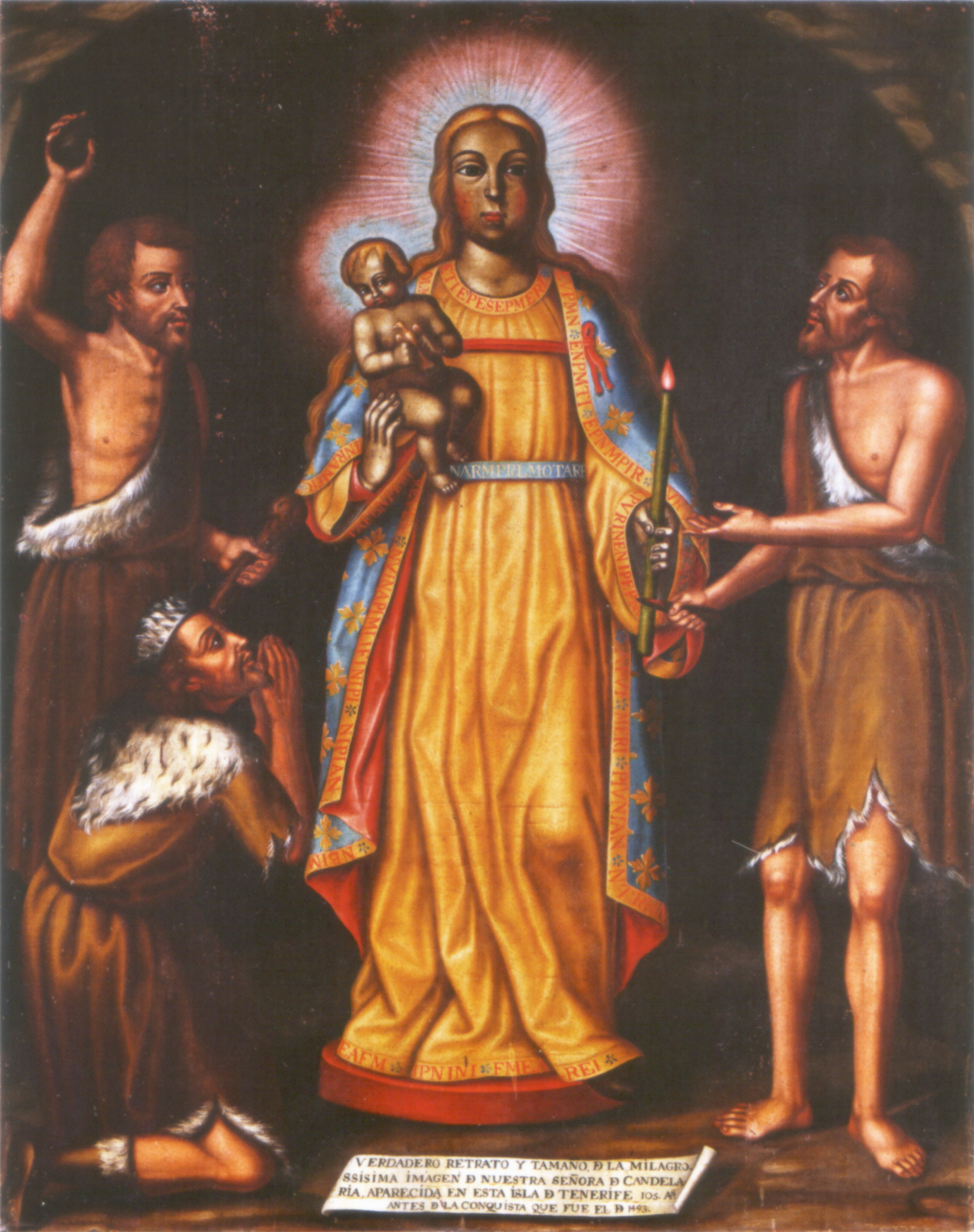
„Matka Boża Gromniczna pośród Guanczów” obraz z XVIII w.

Matka Boża Gromniczna, również Matka Boska Gromniczna – w Kościele katolickim jeden z tytułów Maryi, który wywodzi się z Teneryfy (Wyspy Kanaryjskie, Hiszpania). Tytuł powszechnie znany w Hiszpanii, Ameryce Łacińskiej, Filipinach oraz w Polsce, celebrowany 2 lutego w święto Ofiarowania Pańskiego, nazywane także świętem Matki Bożej Gromnicznej (dawniej – Oczyszczenia Najświętszej Maryi Panny). Etymologia tytułu wywodzi się od dużej świecy – gromnicy, której używano w Kościele od V w. podczas celebracji tego święta jako symbolu Jezusa – światłości świata.
Powszechny i wywyższony w Kościele katolickim wizerunek Matki Bożej Gromnicznej przedstawia Maryję z Dzieciątkiem Jezus na ręku i gromnicą w drugiej ręce, w kanaryjskim pierwowzorze postać klasyfikowana jest jako Czarna Madonna, w Ameryce Łacińskiej często spotykane są jednak wersje przedstawiające jasną karnację.
Matka Boża Gromniczna jest patronką Wysp Kanaryjskich oraz kilku miast na świecie. Jej wstawiennictwu przypisuje się wiele łask i cudów. Sanktuarium Matki Bożej Gromnicznej wraz z historyczną figurą – Bazylika i Królewskie Sanktuarium Maryjne Matki Bożej Gromnicznej, znajduje się w pobliżu jej znalezienia, na Teneryfie.
Nazwa miejscowości w której znajduje się świątynia – Candelaria (z hiszp. „gromniczno”), powstała od postaci Matki Boskiej Gromnicznej.

## Historia figury i wizerunku Matki Bożej Gromnicznej
W roku 1392 dwaj rodowici mieszkańcy Teneryfy napotkali na brzegu wyrzuconą przez ocean drewnianą figurę Matki Boskiej z gromnicą. Poprosili o pomoc w jej przeniesieniu miejscowego króla Guanczów, następnie figurę ustawiono w grocie. Opowieść mówi o cudownym uleczeniu ran u osób, które dotykały figury. Guanczowie uznali świętość postaci, co traktuje się jako przełomowy moment w chrystianizacji Wysp Kanaryjskich i początek kultu Matki Bożej Gromnicznej na świecie.

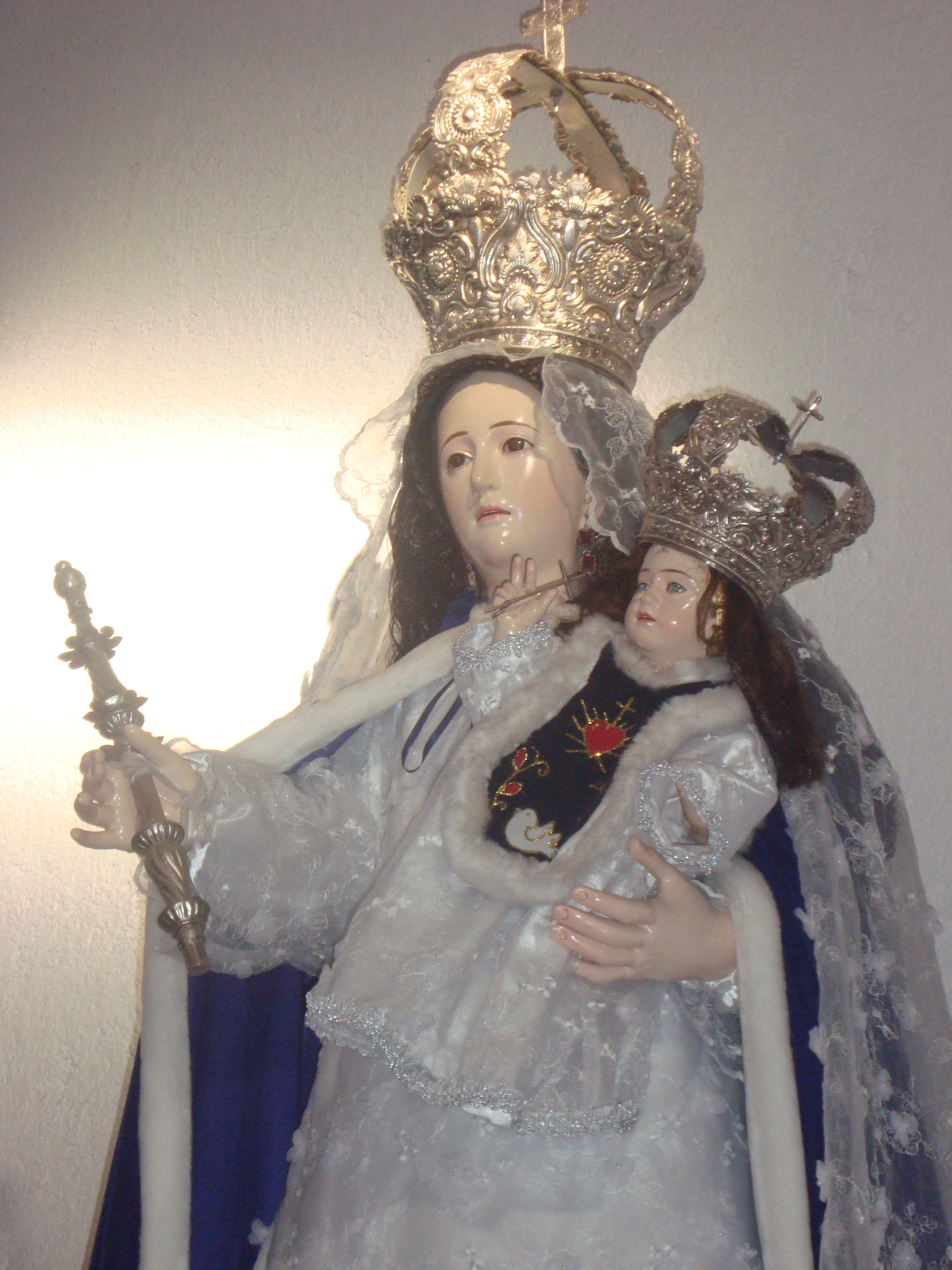
„Matka Boza Gromniczna” patronka Alangasí, Ekwador

W XV w. z Wysp Kanaryjskich kult wizerunku wraz z hiszpańską konkwistą przeniósł się na kontynent amerykański (medalion z Matką Bożą Gromniczną nosił m.in. Hernán Cortés). W krajach Ameryki Łacińskiej ta postać Maryi jest drugą najbardziej znaną, po Matce Bożej z Guadelupe.
W Polsce postać Matki Bożej z dzieciątkiem i gromnicą nie stała się rozpoznawalnym przedmiotem kultu ani elementem ikonografii sakralnej, choć istnieje kilka niewielkich parafii pod takim wezwaniem. W okresie przedwojennym pojawiły się natomiast opowieści i wiersze (Kazimiera Iłłakowiczówna, Józef Strug, Marian Gawalewicz) oraz ilustracje (Piotr Stachiewicz, Wojciech Grabowski) łączące Matkę Bożą Gromniczną z polskim folklorem, legendami i tradycją przedchrześcijańską (postać Maryi wzorowana na Dziewannie z wilkami). Choć prace te nie mają waloru religijnego, spotykane są w wielu publikacjach dotyczących święta Ofiarowania Pańskiego.
Słaba znajomość historii i religijnego wizerunku Matki Bożej Gromnicznej w Polsce wynika prawdopodobnie z niewielkiego przenikania elementów kultury iberyjskiej do Polski, podobnie nieznany a dopiero w XXI w. rozpoznawalny stał się w Polsce wizerunek Matki Bożej z Gudelupe. Ponieważ polski wizerunek Matki Bożej Gromnicznej z wilkiem lub wilkami odnosi się jedynie do tradycji przedchrześcijańskiej i legend ludowych, nie jest on celebrowany w miejscach kultu religijnego a obchody 2 lutego skupione są na Ofiarowaniu Pańskim, choć nazwa „gromnicznej” jest powszechnie używana w Polsce. W krajach hiszpańskojęzycznych dzień ten oficjalnie związany jest z kultem Matki Bożej Gromnicznej i celebracją różnych wersji figur takiej postaci. W polskich artykułach dotyczących święta Ofiarowania Pańskiego spotkać można postulat przyjęcia oficjalnego tytułu i postaci Matki Bożej Gromnicznej także w Polsce.

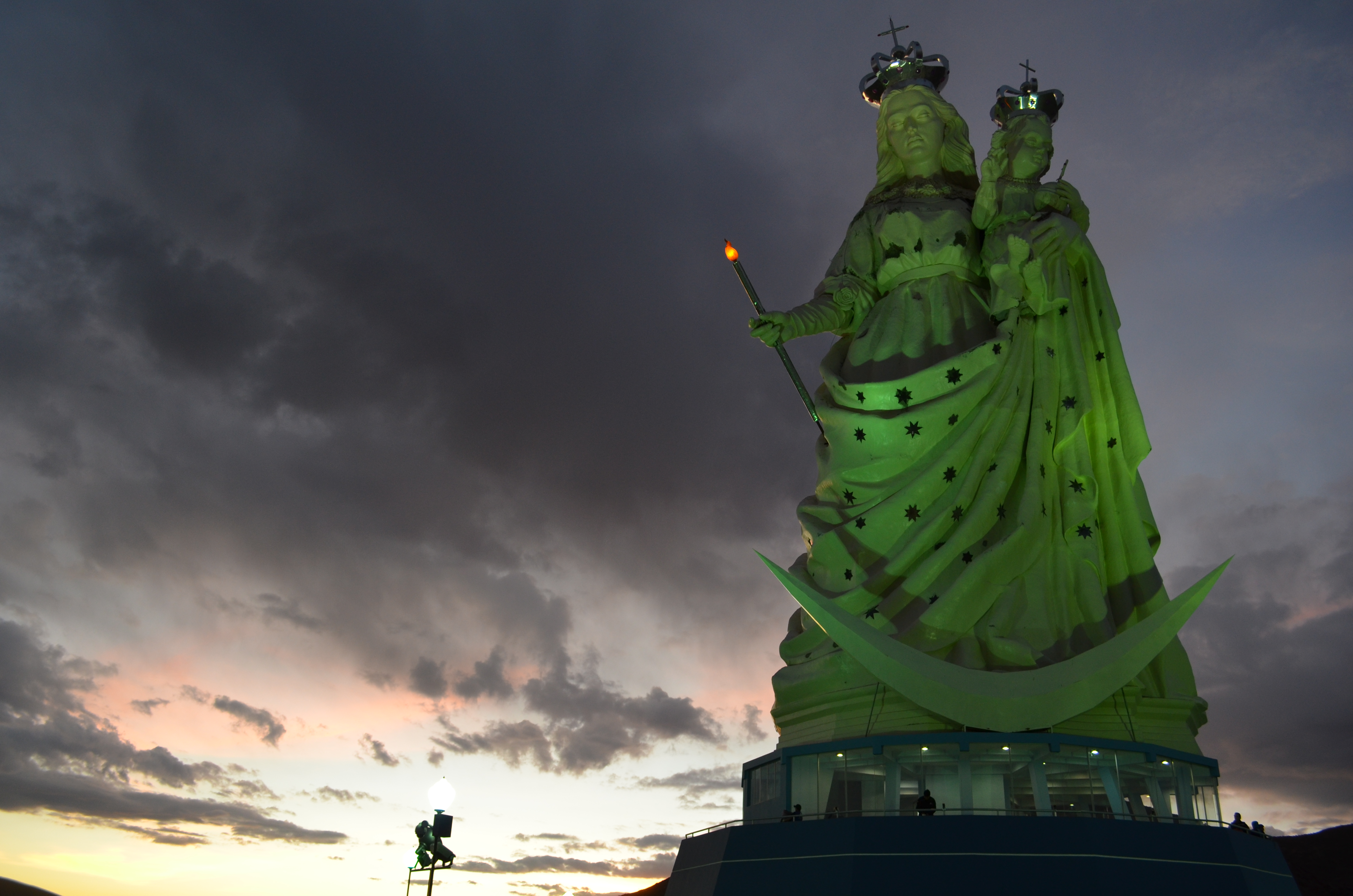
45 metrowy monument „Matka Boża Gromniczna” Boliwia

## Błędne tłumaczenia tytułude la Candelaria
W polskich publikacjach dotyczących bazyliki, iberyjskiego pochodzenia i kultu wizerunku, używa się wprawdzie tytułu Matki Bożej Gromnicznej, ale często też spotkać można błędne tłumaczenia, gdzie zamiast „gromniczna” widnieje „z Candelarii”. Fraza de la Candelaria w języku hiszpańskim nie oznacza nazwy miejscowości pochodzenia, ale przymiotnik „od świecy”. Słowo „candelaria” wg Słownika Królewskiego odnosi się przede wszystkim do święta Ofiarowania Pańskiego. Tytuł Nuestra Señora de la Candelaria lub Virgen Candelaria nosi wiele rzeźb, obrazów i świątyń poza Candelarią i przedstawiają różne wersje Maryi ze świecą, inne niż kanaryjska.